# George Ulyett
George Ulyett (* 21. Oktober 1851 in Pitsmoor, Vereinigtes Königreich; † 18. Juni 1898 ebenda) war ein englischer Cricketspieler und spielte zwischen 1877 und 1890 in der englischen Nationalmannschaft.

## Aktive Karriere
Seine erste First-Class-Begegnung bestritt er 1873 für  Yorkshire. Er Entwickelte sich in der Folge zu einem der besten Batter im Team. So war er Teil des ersten Tests überhaupt der in der Saison 1876/77 in Australien stattfand, wobei ihm dabei 3 Wickets für 39 Runs gelangen. Im zweiten Test der Serie erzielte er dann zwei Fifties (52 und 63 Runs). Er reiste bei der nächsten Gelegenheit in der Saison 1878/79 wieder mit dem englischen Team nach Australien, konnte in dem dann ausgetragenen Test jedoch nicht überzeugen. In 1881/82 konnte er dann abermals in Australien einen wichtigen Beitrag leisten. In den ersten beiden Test gelang ihm jeweils ein Fifty (87 und 67 Runs), bevor er im vierten Test dann ein Century über 149 Runs im ersten und ein Fifty über 64 Runs im zweiten Innings erreichte. Im folgenden Sommer spielte er dann erstmals für die Nationalmannschaft in England. Bei der Ashes Tour 1884 erreichte er 3 Wickets für 41 Runs im ersten Test, bevor er im zweiten mit 7 Wickets für 36 Runs das Spiel entschied, was dann zum Seriensieg führte. Im folgenden Winter konnte er in Australien mit einem Fifty über 68 Runs im ersten Test beginnen, bevor er drei Wickets (3/91) im vierten und insgesamt sieben wickets (4/52 und 3/25) im abschließenden fünften Test erzielte.
Im Sommer 1886 konnte er dann gegen Australien 4 Wickets für 46 Runs als Bowler erzielen. Nach einer schwachen Ashes Tour 1888 reiste er dann im folgenden Winter erstmals nach Südafrika, wo er aber ebenso nicht überzeugen konnte. Seinen letzten Test bestritt er dann im Sommer 1890 bei der Ashes Tour 1890 bei dem ihm dann noch ein Mal ein Fifty über 74 Runs gelang. Yorkshire weigerte sich danach ihn für die weiteren Tests freizugeben. Er spielte weiter für das Team und bestritt sein letztes First-Class-Spiel in 1893.

## Nach der aktiven Karriere
Seine Gesundheit litt für längere Zeit. Beim Besuch einer Begegnung zwischen Yorkshire und Kent zog er sich eine Lungenentzündung zu, an dessen Folgen er im Alter von 46 Jahren verstarb.